# Горохолина
Горохо́лина — село в Україні, у Івано-Франківському районі Івано-Франківської області. Входить до складу Богородчанської селищної громади.

## Розташування
Село Горохолина розташоване за 20 км від центру Івано-Франківська та за 6 км від селищної громади. Найближчими селами до Горохолини є Грабовець та Горохолин Ліс. Добратися до села можна автошляхом H-09 через Богородчани та Надвірна, а також дорогою Січових Стрільців через Жураки. Основною дорогою у Горохолині є вулиця Українська.

## Історія
На території села люди почали селитися ще в часи Київської Русі. Рештки городища (Горохолино І) давньокиївського періоду, знайдені поблизу села Горохолина, свідчать про наявність слов'янських племен білих хорватів на берегах Золотої Бистриці (зараз — Бистриця Надвірнянська) в перші століття нашої ери.

Детальна мапа Горохолини Фрідріха фон Міґа 1779-1783 років

### Національні меншини
У Горохолині проживала значна німецька громада. У 1803 році 11 німецьких сімей (49 осіб) з Рейн-Пфальцу переїхали до цього села як колоністи. Згодом до них приєдналися переселенці з Ландестроя та Угарсталя. Німецька громада успішно інтегрувалася в місцеве життя, ставши повноправними його учасниками. У 1914 році вже налічувалося 45 німецьких сімей (260 осіб).
Протягом понад ста років відбувався обмін етнокультурними елементами між німецькими поселенцями та місцевими українськими селянами. Німецькі чоловіки були вправними ремісниками, які навчали місцевих селян. Німецька громада мала свою школу та два храми.
З початком Другої світової війни 65 німецьких сімей з Горохолини було переселено до Німеччини. Станом на 01.01.1939, у селі проживало 4250 мешканців, серед яких 3830 українців-грекокатоликів, 100 українців-латинників, 10 поляків, 60 євреїв і 250 німців.
Сьогодні свідченням присутності німецької громади є кірха (костел), збудована в 1932 році, німецький цвинтар та пам'ятний знак, встановлений у 1994 році на згадку про депортацію німецьких родин у 1939-1940 роках. Традиційними стали поїздки громадян з Німеччини до Прикарпаття. Рудольф Штайнінґер, колишній поселенець та педагог, написав книгу "Горохолина. Історія та розповіді про німців, українців, поляків та євреїв мого рідного села". З ініціативи німецьких поселенців було започатковано стажування українських студентів і викладачів у навчальних закладах Німеччини, а також засновано фонд "Рудольф Штайнінгер — Горохолина" для підтримки обдарованих учнів та студентів села.

### Друга світова війна та радянська епоха
У 1936 році в селі діяло молодіжне товариство «Каменярі», що перебувало під впливом КПЗУ і налічувало понад 150 членів.
В вересні 1939 року, відповідно до пакту Молотова — Ріббентропа, село захопив СРСР.
У 1943 році на околицях Горохолини діяли партизанські загони під командуванням Сидора Ковпака.
Під час німецької окупації одна з частин села була спалена. 28 липня 1944 року відбулися бої між угорсько-німецькими та радянськими військами. На честь воїнів, які загинули під час відвоювання села, було встановлено обеліск.
На старому цвинтарі розташована братська могила воїнів УПА, які загинули в 1945-1950 роках. За даними облуправління МГБ, у 1949 році в Богородчанському районі підпілля ОУН було найактивнішим у селах Горохолина, Грабовець і Хмелівка.
Станом на 1971 рік у селі мешкало 2298 осіб. Тут функціонували центральні садиби двох колгоспів — «Дружба» та імені Богдана Хмельницького, які вирощували зернові культури, картоплю, льон. В селі діяли середня та восьмирічна школи, три клуби, дві бібліотеки, чотири магазини та фельдшерсько-акушерський пункт.

### Назва
7 червня 1946 року указом Президії Верховної Ради УРСР село Горохолин Ліс було перейменовано на Горохолина. Це призвело до появи двох сіл із однаковою назвою в районі. 30 липня 1946 року Богородчанський райвиконком ухвалив рішення № 140/23 про іменування сільради першого села Горохолина Горохолинською №1, а сільради колишнього села Горохолин Ліс — Горохолинською №2..

## Населення

### Мова
Розподіл населення за рідною мовою за даними перепису 2001 року:
| Мова       | Кількість | Відсоток |
| ---------- | --------- | -------- |
| українська | 2403      | 99.67%   |
| російська  | 11        | 0.33%    |
| Усього     | 2411      | 100%     |

## Народились
- Михайло (Михаїл) Микицей (ісп. Miguel Mykycej) — єпископ-емерит Буенос-Айреської єпархії Покрова Пресвятої Богородиці Української Греко-Католицької Церкви.
- Семенишин Григорій (1973-2016, позивний «Семен») — начальник штабу окремої тактичної групи імені Генерала Воловика батальйону спецпризначення «Захід-3» (Івано-Франківщина) Добровольчого Українського Корпусу «Правий сектор», загинув 18 січня 2016 у районі аеропорту Донецька при обороні від російських окупантів[7].